# عفت قاضی
عفت قاضی (زاده ۱۰ آبان ۱۳۱۴ در مهاباد – ۱۵ شهریور ۱۳۶۹ وستروس) کنشگر سیاسی، پناهنده سیاسی کرد ایرانی و یکی از قربانیان ترورهای فراقضایی حکومت جمهوری اسلامی ایران در خارج از کشور در دهه ۱۳۶۰ خورشیدی بود.

## زندگی‌نامه
عفت قاضی در ۱۰ آبان ۱۳۱۴ (۲ نوامبر ۱۹۳۵) در شهر مهاباد به دنیا آمد. وی دختر قاضی محمد رهبر و بنیان‌گذار حزب دموکرات کردستان و رئیس جمهور جمهوری مهاباد بود. دوران کودکی و تحصیلش را تا مقطع دیپلم در همان شهر گذراند. عفت قاضی تحصیلات خویش در رشته حقوق در تهران انجام داد در زمان دانشجویی با امیر قاضی ازدواج کرد. حاصل ازدواجش دو دختر به نام‌های تارا و ئالا است که هر دو به شغل طبابت مشغول هستند. پس از پناهندگی به سوئد به تدریس مشغول شد وی دارای اقامت دائم در کشور سوئد بود.
وی در اثر بمبی که در نامه جاسازی شده بود در شهر وستروس سوئد کشته شد. بمب برای ترور همسر وی امیر قاضی کارگذاشته بود که عفت قاضی در حدود ساعت ۱۲:۴۵ بعد از ظهر ۶ سپتامبر ۱۹۹۰ برابر با ۱۵ شهریور ۱۳۶۹ پس از بازنمودن نامه به شدت مجروح شد و بر اثر جراحات وارده در بیمارستان درگذشت.